# Bo Asmus Kjeldgaard
Bo Asmus Kjeldgaard (født 9. juni 1957) er fhv. borgmester i København, administrerende direktør i rådgivnings- og konsulentvirksomheden Greenovation. Bo Asmus Kjeldgaard blev født i Hjerm i Vestjylland som søn af lærerforældre. Han er far til to voksne døtre og uddannet cand.scient.pol. fra Aarhus Universitet.

## Karrieren
Fra januar 1998- maj 2011 var Bo Asmus borgmester i København for følgende områder valgt for Socialistisk Folkeparti:
- 1998-2001: Miljø og Forsyning
- 2001-2005: Familie og Arbejdsmarked
- 2006-2009: Børn og Unge
- 2010-11: Teknik og Miljø

Som politisk leder for SF var Bo Asmus desuden partiets (over)borgmesterkandidat ved kommunalvalgene i 2001, 2005 og 2009
2011-2014
Projektleder ved Danmarks Filminstitut, hvor han har udviklet Filminstituttets streamingtjeneste for kort- og dokumentarfilm. Streamingtjenesten blev lanceret for uddannelsesinstitutioner i september 2013 og for alle borgere i marts 2014 (se Filmcentralen.dk) 
I begyndelsen af 2014 startede Bo Asmus eget konsulent- og rådgivningsvirksomhed, Greenovation, rådgivning og udvikling af fremtidens miljøløsninger med afsæt i sine mange års politiske og administrative erfaring.

### Politiske resultater
1997-2001: Miljø- og Forsyningsborgmester
Miljø- og Forsyningsforvaltningen bestod af Københavns Belysningsvæsen, Miljøkontrollen og Levnedsmiddelkontrollen med i alt cirka 4000 medarbejdere i 1998.
Som miljøborgmester besluttede han at offentliggøre navnene på de københavnske restauranter og udtalte i den forbindelse til Morgenavisen Jyllands-Posten: 
Jeg mener, det er et vigtigt middel til at genskabe forbrugernes tillid til den offentlige levnedsmiddelkontrol og til at give forbrugerne en valgmulighed, når de skal vælge spisested. (17.02. 1999).
Offentliggørelsen af uhumske restauranter havde stor effekt, og Bo Asmus gik videre til at offentliggøre miljøsyndere, herunder autoværksteder og bagerier. (JP 2.5.2000: Gabestok til miljøsyndere er effektivt.)  Daværende miljøminister Sven Auken hilste tiltaget velkomment. Kampagnen blev senere omfattet til også at omfatte svømmehaller (Berlingske Tidende 5. januar 2001).
Kjeldgaard medvirkede med kontraktunderskrivelse og indvielse af Middelgrundens Vindmøllepark.
Fra 2001 var han familie- og arbejdsmarkedsborgmester. Den såkaldte børneplan var en milliardsatsning der øgede kapaciteten med ca. 2.500 institutionspladser og gav pasningsgaranti. Den er dog stadig ikke gennemført fuldt ud på grund af bl.a. forsinkede byggeprojekter.[kilde mangler] På arbejdsmarkedsområdet omlagde han beskæftigelsesindsatsen og indgik samarbejde med erhvervslivet i hovedstaden. I perioden opstod der faldende ledighed i København, mens den steg i resten af landet. Efter kommunalvalget i 2005 blev han børne- og ungeborgmester. Planen "Faglighed for alle" har som mål at forbedre de københavnske skoler. Forvaltningen var ramt af store økonomiske problemer.
I maj 2008 blev han valgt til politisk leder for SF i København i en urafstemning mod MF Anne Baastrup. Han var igen spidskandidat ved kommunalvalget 2009, hvor han fik 3570 stemmer mod partiets topscorer, Ayfer Baykal, der fik 3665. 
Bo Asmus Kjeldgaard boede tidligere i en 56 m2 lejlighed på Sundbyvester Plads, Amager. Han har to voksne døtre.

## Bopælssagen
Bo Asmus Kjeldgaard trådte den 19. maj 2011 tilbage som teknik- og miljøborgmester i Københavns Kommune efter at Ekstra Bladet samme dag afslørede, at Bo Asmus Kjeldgaard reelt boede i en 147 m2 lejlighed på Frederiksberg og ikke i Københavns Kommune, hvor han er valgt. Det var i direkte strid med folkeregisterloven og den kommunale valglov, der kræver at en kommunalpolitiker bor i den kommune, hvor vedkommende er valgt.
I Frederiksberg Bladet 13. oktober 2013 siger Bo Asmus Kjeldgaard om sagen:
»Jeg var også i tvivl, om jeg havde gjort noget forkert, så jeg tog hurtigt konsekvensen, så der var rene linjer. Jeg tog det som en mand og lod juristerne afgøre, om det var forkert. Men jeg er blevet frifundet i alle forhold. Da sagen kørte, var det ubehageligt, men jeg sagde til mig selv, at det bare var Ekstra Bladet, og jeg havde også prøvet det før. Men selvfølgelig var det da en sag, som jeg helst havde været foruden«.

## Kritik
I oktober 2006 viste en rapport fra revisionsfirmaet Deloitte, at børne- og ungdomsforvaltningens budgetter var overskredet med 250 mio. kr., hvilket førte til kritik af både Kjeldgaard og hans forgænger, Enhedslistens Per Bregengaard.[kilde mangler]
I 2007 blev Kjeldgaard kritiseret for et forslag til ny skolestruktur i København, der ville lukke flere folkeskoler.[kilde mangler]
I november 2008 afviste han skulpturen "Store Robert", i modsætning til Pia Allerslev (V) og Anne Vang (S), der begge havde håbet at få opstillet en skulptur tegnet af den afdøde danske kunster Robert Jacobsen.
I 2009 besluttede Københavns Kommunes borgerrepræsentation at sætte Bo Asmus Kjeldgaard under administration, da der var problemer med økonomistyringen i Børne- og Ungdomsforvaltningen, som han var borgmester for. 
I oktober 2010 modsatte Kjeldgaard sig et forslag fra Det Radikale Venstre om at fortsætte støtten til Magasinet KBH, der primært omhandlede hans eget borgmesterområde. Dette betød, at magasinet måtte lukke ned efter godt fem års udgivelse og afstedkom en del kritik i både andre medier som Politiken og i form af åbne protester sendt til magasinet selv.